# Pentax K-30
Pentax K-30 — цифровой зеркальный фотоаппарат компании Pentax Ricoh Imaging, представленный в мае 2012 года, когда в линейке малоформатных зеркальных фотоаппаратов «Пентакс» оставался только полупрофессиональный K-5. Ключевыми особенностями Pentax K-30 являются пылевлагозащищённый корпус, видоискатель со 100-процентным охватом кадра, новая система автофокусировки и возможность съёмки видео в формате Full HD. Фотоаппарат имеет упрощённую по сравнению с K-5 конструкцию и предназначен для любителей.
Модель во многих странах предлагается в трёх цветах: чёрный, синий и белый, на некоторых рынках, включая Японию и США, доступно 18 вариантов: 9 цветов в двух вариантах оформления: с матовым и глянцевым корпусом.
Продажи K-30 начались в июне 2012 года, стоимость без объектива в комплекте на момент начала продаж составляла 850 долларов США, на момент анонса в июне 2013 модели Pentax K-50 — 600 долларов США.

## Отличия от Pentax K-5
Pentax K-30 является упрощённой версией K-5, однако получил ряд усовершенствований, ранее применённых в беззеркальном фотоаппарате Pentax K-01.

### Механика и корпус
K-30 почти не отличается размерами от K-5, но корпус новой модели не металлический, а выполнен из поликарбоната. Отсутствует верхний дисплей, уменьшено количество кнопок. Масса фотоаппарата уменьшилась на 90 грамм, в том числе за счёт использования менее ёмкой аккумуляторной батареи D-LI109.
Также K-30 лишился выхода HDMI, разъёмов для микрофона и для источника постоянного тока; последнее ограничивает возможность длительной видеосъёмки.
Минимальная выдержка вместо 1/8000 секунды составляет 1/6000 секунды. Уменьшена скорость съёмки — с 7 до 6 кадров в секунду. Ведущее число встроенной фотовспышки уменьшено с 13 до 12.
Для фотоаппарата не предусмотрена батарейная ручка, и её создание невозможно из-за отсутствия интерфейсного разъёма.

### Электроника
В фотоаппарате используется обновлённая система автофокусировки SAFOX IXi+, которая обеспечивает следящую фокусировку даже в случае выхода объекта из зоны расположения фокусировочных датчиков.
Используется новый процессор обработки изображений PRIME M, появившийся ранее в модели K-01. Благодаря ему существенно улучшены возможности при съёмке видео по сравнению с K-5. Во время видеосъёмки возможны автофокусировка и ручная настройка выдержки, диафрагмы и чувствительности. Расширены возможности по выбору кадровой частоты: так, при съёмке с разрешением 1920 × 1080 можно выбрать частоту не только 25, но также 24 и 30 кадров в секунду, а при съёмке с разрешением 1280 × 720 доступны кадровые частоты 24, 25, 30, 50 и 60 кадров в секунду по сравнению с 25 и 30 у K-5.
16-мегапиксельная матрица аналогична используемой в K-5, но максимальное значение чувствительности в расширенном режиме уменьшено вдвое — с 51 200 до 25 600 ISO. Также отсутствует возможность установки чувствительности 80 ISO.
Из двух несжатых форматов — собственного PEF и универсального DNG — остался только второй. При этом глубина цвета составляет 12 бит на канал по сравнению с 14 битами у K-5.

## Комплект поставки

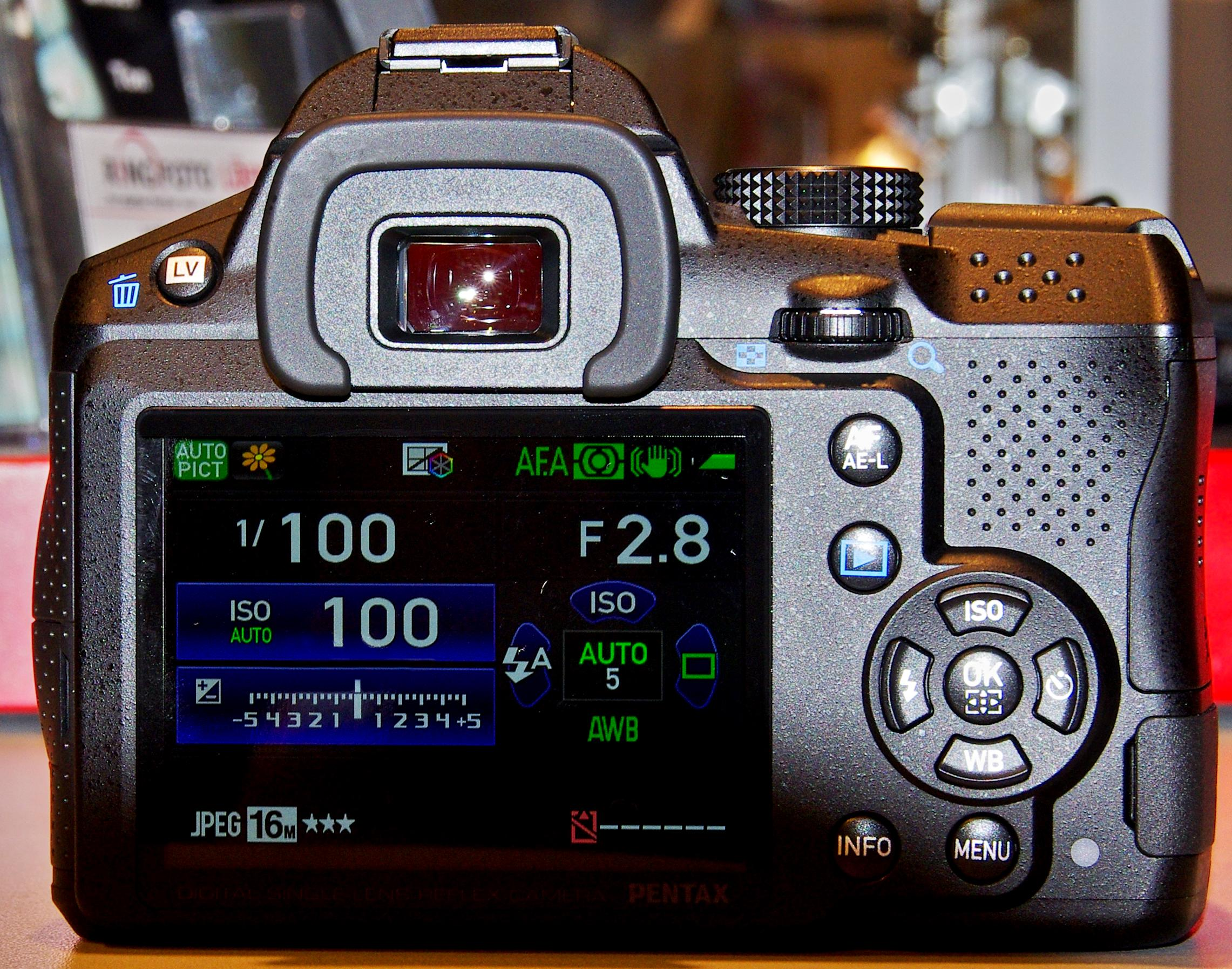
Pentax K-30, вид сзади

Фотоаппарат предлагается в варианте без объектива и с водозащищёнными объективами DA 18-55mm и DA 18-135mm. Стоимость — 850, 900 и 1200 долларов США, соответственно. В комплект поставки также входят:
- Литий-ионный аккумулятор D-LI109
- Зарядное устройство K-BC109
- Шейный ремень O-ST53
- USB-кабель I-USB7
- Заглушка байонета
- CD

Фотоаппарат поставляется с фокусировочным экраном MF-60.

## Награды
- Дизайн фотоаппарата отмечен наградой конкурса iF Product Design Award 2013[1].
- «Лучший любительский зеркальный фотоаппарат» 2012 года по версии сайта Neocamera[2].